# Заслужений професор Львівського національного університету імені Івана Франка
Заслужений професор Львівського національного університету імені Івана Франка — почесне звання Львівського національного університету імені Івана Франка, яке надається за особисті заслуги штатних професорів перед університетом: внесок в розвиток науки й освіти, підготовку наукових кадрів вищої кваліфікації (кандидатів та докторів наук), довголітню наукову, освітню та громадську діяльність в університеті.
Почесне звання присвоює Вчена рада університету професорам, що мають 30-річний стаж роботи в університеті, з них не менше 10 років на штатних посадах професора, завідувача кафедри, декана факультету, проректора з науково-педагогічної роботи, проректора з наукової роботи, ректора університету, завідувача (начальника) науково-дослідного відділу (відділення, сектора, лабораторії), головного наукового співробітника, провідного наукового співробітника, старшого наукового співробітника, вченого секретаря після присвоєння вченого звання професора, підготували не менше семи кандидатів або докторів наук. Особи, що пропрацювали на перерахованих штатних посадах не менше 20 років, загальний стаж роботи в університеті може бути менше 30 років.
Присвоюється щороку до Дня університету (11 жовтня). Відзначена особа отримує диплом «Заслуженого професора Львівського національного університету імені Івана Франка», окрім того їй встановлено щомісячну доплату в розмірі 30 відсотків від посадового окладу. Після виходу на пенсію та звільнення з університету, почесні професори мають право користуватися кабінетами, лабораторіями та читальними залами університету.

## Список
| № п/п | Рік  | Ім'я                               | Посада | Факультет                              |
| ----- | ---- | ---------------------------------- | --- | -------------------------------------- |
| 1     | 2001 | Бодак Оксана Іванівна              | професор, завідувач кафедри неорганічної хімії                                                                | хімічний                               |
| 2     | 2001 | Денисюк Іван Овксентійович         | професор кафедри української літератури імені академіка М. С. Возняка                                         | філологічний                           |
| 3     | 2001 | Здоровега Володимир Йосипович      | професор кафедри української преси                                                                            | журналістики                           |
| 4     | 2001 | Кульчицький Володимир Семенович    | професор кафедри історії та теорії держави і права                                                            | юридичний                              |
| 5     | 2001 | Матковський Орест Іллярович        | професор кафедри мінералогії                                                                                  | геологічний                            |
| 6     | 2001 | Михасюк Іван Романович             | професор, завідувач кафедри економіки підприємства                                                            | економічний                            |
| 7     | 2001 | Пашук Андрій Іванович              | професор, завідувач кафедри історії філософії                                                                 | філософський                           |
| 8     | 2001 | Романюк Микола Олексійович         | професор кафедри експериментальної фізики                                                                     | фізичний                               |
| 9     | 2001 | Савула Ярема Григорович            | професор, завідувач кафедри прикладної математики                                                             | прикладної математики та інформатики   |
| 10    | 2001 | Шаблій Олег Іванович               | професор, завідувач кафедри економічної та соціальної географії                                               | географічний                           |
| 11    | 2001 | Шеремета Мирослав Миколайович      | професор, завідувач кафедри теорії функцій і теорії ймовірностей                                              | механіко-математичний                  |
| 12    | 2002 | Ватаманюк Зіновій Григорович       | в. о. завідувача кафедри економічної теорії, професор                                                         | економічний                            |
| 13    | 2002 | Копистянська Нонна Хомівна         | професор кафедри світової літератури                                                                          | іноземних мов                          |
| 14    | 2002 | Кравчук Ярослав Софронович         | завідувач кафедри геоморфології і палеогеографії, професор                                                    | географічний                           |
| 15    | 2002 | Кузьма Юрій Богданович             | завідувач кафедри аналітичної хімії, професор                                                                 | хімічний                               |
| 16    | 2002 | Лянце Владислав Елійович           | професор кафедри теорії та прикладної статистики                                                              | механіко-математичний                  |
| 17    | 2002 | Міщенко Леоніла Іванівна           | професор кафедри української літератури імені академіка М.Возняка                                             | філологічний                           |
| 18    | 2002 | Рабінович Петро Мойсейович         | професор кафедри історії та теорії держави і права                                                            | юридичний                              |
| 19    | 2002 | Стахіра Йосип Михайлович           | в. о. завідувача кафедри напівпровідників, професор                                                           | фізичний                               |
| 20    | 2003 | Ковальчук Євген Прокопович         | професор, завідувач кафедри фізичної та колоїдної хімії                                                       | хімічний                               |
| 21    | 2003 | Макарчук Степан Арсентійович       | професор кафедри етнології                                                                                    | історичний                             |
| 22    | 2003 | Миколайчук Олексій Гордійович      | професор кафедри фізики металів                                                                               | фізичний                               |
| 23    | 2003 | Нор Василь Тимофійович             | професор, завідувач кафедри кримінального процесу і криміналістики                                            | юридичний                              |
| 24    | 2003 | Пашковський Маріан Владиславович   | професор, завідувач кафедри фізики напівпровідників                                                           | електроніки                            |
| 25    | 2003 | Терек Ольга Іштванівна             | професор, завідувач кафедри фізіології та екології рослин                                                     | біологічний                            |
| 26    | 2004 | Клевець Мирон Юрійович             | професор, завідувач кафедри фізіології людини і тварин                                                        | біологічний                            |
| 27    | 2004 | Лавренюк Сергій Павлович           | професор, завідувач кафедри диференціальних рівнянь                                                           | механіко-математичний                  |
| 28    | 2004 | Луців Роман Васильович             | професор, завідувач кафедри радіоелектронного матеріалознавства                                               | електроніки                            |
| 29    | 2004 | Тищик Борис Йосипович              | професор, завідувач кафедри теорії та історії держави і права                                                 | юридичний                              |
| 30    | 2005 | Вовк Володимир Михайлович          | професор, завідувач кафедри економічної кібернетики                                                           | економічний                            |
| 31    | 2005 | Довгий Ярослав Остапович           | професор кафедри експериментальної фізики                                                                     | фізичний                               |
| 32    | 2005 | Ковальчук Іван Платонович          | професор, завідувач кафедри конструктивної географії та картографії                                           | географічний                           |
| 33    | 2005 | Кусько Катерина Яківна             | професор кафедри іноземних мов для гуманітарних факультетів                                                   | іноземних мов                          |
| 34    | 2005 | Миськів Мар'ян Григорович          | професор кафедри неорганічної хімії                                                                           | хімічний                               |
| 35    | 2006 | Кондратюк Костянтин Костянтинович  | професор, завідувач кафедри новітньої історії України                                                         | історичний                             |
| 36    | 2006 | Помірко Роман Семенович            | професор, завідувач кафедри французької філології                                                             | іноземних мов                          |
| 37    | 2006 | Шинкаренко Георгій Андрійович      | професор, завідувач кафедри інформаційних систем                                                              | прикладної математики та інформатики   |
| 38    | 2007 | Крикун Микола Григорович           | професор кафедри історії слов'янських країн                                                                   | історичний                             |
| 39    | 2007 | Лисий Василь Прокопович            | професор кафедри філософії                                                                                    | філософський                           |
| 40    | 2007 | Синицький Лев Аронович             | професор кафедри радіофізики                                                                                  | фізичний                               |
| 41    | 2007 | Сулим Георгій Теодорович           | професор, завідувач кафедри механіки                                                                          | механіко-математичний                  |
| 42    | 2008 | Крупка Михайло Іванович            | професор, завідувач кафедри фінансів, грошового обігу і кредиту                                               | економічний                            |
| 43    | 2008 | Сербенська Олександра Антонівна    | професор кафедри радіомовлення і телебачення                                                                  | журналістики                           |
| 44    | 2008 | Стасюк Зеновій Васильович          | професор, завідувач кафедри фізичної і біомедичної електроніки                                                | електроніки                            |
| 45    | 2008 | Цегелик Григорій Григорович        | професор, завідувач кафедри математичного моделювання соціально-економічних процесів                          | прикладної математики та інформатики   |
| 46    | 2009 | Кондратюк Андрій Андрійович        | професор, завідувач кафедри математичного і функціонального аналізу                                           | механіко-математичний                  |
| 47    | 2009 | Половинко Ігор Іванович            | професор, завідувач кафедри нелінійної оптики                                                                 | електроніки                            |
| 48    | 2010 | Зарічний Михайло Михайлович        | професор, завідувач кафедри геометрії і топології                                                             | механіко-математичний                  |
| 49    | 2010 | Іванчов Микола Іванович            | професор, завідувач кафедри диференціальних рівнянь                                                           | механіко-математичний                  |
| 50    | 2010 | Лось Йосип Дмитрович               | професор, завідувач кафедри зарубіжної преси та інформації                                                    | журналістики                           |
| 51    | 2010 | Мальський Маркіян Зіновійович      | професор, завідувач кафедри міжнародних відносин і дипломатичної служби                                       | міжнародних відносин                   |
| 52    | 2010 | Мельник Володимир Петрович         | професор, завідувач кафедри теорії та історії культури                                                        | філософський                           |
| 53    | 2010 | Юринець Володимир Євстахович       | професор, завідувач кафедри інформаційних систем у менеджменті                                                | економічний                            |
| 54    | 2011 | Гудзь Степан Петрович              | професор, завідувач кафедри мікробіології                                                                     | біологічний                            |
| 55    | 2011 | Панчишин Степан Михайлович         | професор, завідувач кафедри аналітичної економії та міжнародної економіки                                     | економічний                            |
| 56    | 2011 | Солтис Михайло Миколайович         | професор, кафедри фізичної та колоїдної хімії                                                                 | хімічний                               |
| 57    | 2012 | Бацевич Флорій Сергійович          | професор, завідувач кафедри загального мовознавства                                                           | філологічний                           |
| 58    | 2012 | Вакарчук Іван Олександрович        | професор, завідувач кафедри теоретичної фізики                                                                | фізичний                               |
| 59    | 2012 | Грабинський Ігор Михайлович        | професор, завідувач кафедри міжнародних економічних відносин                                                  | міжнародних відносин                   |
| 60    | 2012 | Коссак Володимир Михайлович        | професор, завідувач кафедри цивільного права і процесу                                                        | юридичний                              |
| 61    | 2012 | Крупський Іван Васильович          | професор кафедри радіомовлення і телебачення                                                                  | журналістики                           |
| 62    | 2012 | Скасків Олег Богданович            | професор кафедри теорії функцій та теорії ймовірностей                                                        | механіко-математичний                  |
| 63    | 2012 | Черниш Наталія Йосипівна           | професор, завідувач кафедри історії та теорії соціології                                                      | історичний                             |
| 64    | 2012 | Яцура Володимир Васильович         | професор, завідувач кафедри менеджменту                                                                       | економічний                            |
| 65    | 2013 | Єлейко Ярослав Іванович            | доктор фізико-математичних наук, професор, завідувач кафедри теоретичної і прикладної статистики              | механіко-математичний                  |
| 66    | 2013 | Комарницький Микола Ярославович    | доктор фізико-математичних наук, професор, завідувач кафедри алгебри і логіки                                 | механіко-математичний                  |
| 67    | 2013 | Лизанчук Василь Васильович         | доктор філологічних наук, професор, завідувач кафедри радіомовлення і телебачення                             | журналістики                           |
| 68    | 2013 | Обушак Микола Дмитрович            | доктор хімічних наук, професор, завідувач кафедри органічної хімії                                            | хімічний                               |
| 69    | 2013 | Хоронжий Андрій Гнатович           | доктор економічних наук, професор кафедри менеджменту                                                         | економічний                            |
| 70    | 2014 | Зашкільняк Леонід Опанасович       | доктор історичних наук, професор, в. о. завідувача кафедри археології та спеціальних галузей історичної науки | історичний                             |
| 71    | 2014 | Кукурудза Семен Ілліч              | професор, завідувач кафедри раціонального використання природних ресурсів і охорони природи                   | географічний                           |
| 72    | 2014 | Мудрий Степан Іванович             | доктор фізико-математичних наук, професор кафедри фізики металів                                              | фізичний                               |
| 73    | 2014 | Реверчук Сергій Корнійович         | доктор економічних наук, професор, завідувач кафедри банківського і страхового бізнесу                        | економічний                            |
| 74    | 2014 | Репецький Василь Миколайович       | професор, завідувач кафедри міжнародного права                                                                | міжнародних відносин                   |
| 75    | 2015 | Бартіш Михайло Ярославович         | доктор фізико-математичних наук, професор, завідувач кафедри теорії оптимальних процесів                      | прикладної математики та інформатики   |
| 76    | 2015 | Волошиновський Анатолій Степанович | доктор фізико-математичних наук, професор, завідувач кафедри експериментальної фізики                         | фізичний                               |
| 77    | 2015 | Ковалюк Олексій Миколайович        | доктор економічних наук, професор, завідувач кафедри обліку і аудиту                                          | економічний                            |
| 78    | 2015 | Павлюк Володимир Васильович        | доктор хімічних наук, професор кафедри неорганічної хімії                                                     | хімічний                               |
| 79    | 2015 | Пилипенко Пилип Данилович          | доктор юридичних наук, професор, завідувач кафедри трудового, аграрного та екологічного права                 | юридичний                              |
| 80    | 2016 | Зорівчак Роксолана Петрівна        | доктор філологічних наук, професор, завідувач кафедри перекладознавства і контрастивної лінгвістики           | іноземних мов                          |
| 81    | 2016 | Каличак Ярослав Михайлович         | доктор хімічних наук, професор, декан                                                                         | хімічний                               |
| 82    | 2016 | Позняк Степан Павлович             | доктор географічних наук, професор, завідувач кафедри ґрунтознавства і географії ґрунтів                      | географічний                           |
| 83    | 2016 | Ромовська Зорислава Василівна      | доктор юридичних наук, професор кафедри інтелектуальної власності, інформаційного та корпоративного права     | юридичний                              |
| 84    | 2016 | Салига Тарас Юрійович              | доктор філологічних наук, професор, завідувач кафедри української літератури імені академіка Михайла Возняка  | філологічний                           |
| 85    | 2016 | Федоренко Віктор Олександрович     | доктор біологічних наук, професор, завідувач кафедри генетики та біотехнології                                | біологічний                            |
| 86    | 2017 | Болеста Іван Михайлович            | доктор фізико-математичних наук, професор, завідувач кафедри радіофізики та комп'ютерних технологій           | електроніки та комп'ютерних технологій |
| 87    | 2017 | Качараба Степан Петрович           | доктор історичних наук, професор, завідувач кафедри новітньої історії зарубіжних країн                        | історичний                             |
| 88    | 2017 | Мацюк Галина Петрівна              | доктор філологічних наук, професор кафедри загального мовознавства                                            | філологічний                           |
| 89    | 2017 | Павлик Богдан Васильович           | доктор фізико-математичних наук, професор, завідувач кафедри сенсорної та напівпровідникової електроніки      | електроніки та комп'ютерних технологій |
| 90    | 2017 | Санагурський Дмитро Іванович       | доктор біологічних наук, професор кафедри біофізики та біоінформатики                                         | біологічний                            |
| 91    | 2017 | Сибірна Наталія Олександрівна      | доктор біологічних наук, професор, завідувач кафедри біохімії                                                 | біологічний                            |
| 92    | 2017 | Сухий Олексій Миколайович          | доктор історичних наук, професор, завідувач кафедри новітньої історії України імені Михайла Грушевського      | історичний                             |
| 93    | 2018 | Ваврух Маркіян Васильович          | доктор фізико-математичних наук, професор кафедри астрофізики                                                 | фізичний                               |
| 94    | 2018 | Забавський Богдан Володимирович    | доктор фізико-математичних наук, професор, завідувач кафедри алгебри і логіки                                 | механіко-математичний                  |
| 95    | 2018 | Капустяник Володимир Богданович    | доктор фізико-математичних наук, професор, завідувач кафедри фізики твердого тіла                             | фізичний                               |
| 96    | 2018 | Карась Анатолій Феодосійович       | доктор філософських наук, професор, завідувач кафедри філософії                                               | філософський                           |
| 97    | 2018 | Котур Богдан Ярославович           | доктор хімічних наук, професор кафедри неорганічної хімії                                                     | хімічний                               |
| 98    | 2018 | Островерх Петро Іванович           | кандидат економічних наук, професор, завідувач кафедри економічної теорії                                     | економічний                            |
| 99    | 2018 | Приймак Василь Іванович            | доктор економічних наук, професор, завідувач кафедри інформаційних систем у менеджменті                       | економічний                            |
| 100   | 2018 | Царик Йосиф Володимирович          | доктор біологічних наук, професор, завідувач кафедри зоології                                                 | біологічний                            |
| 101   | 2019 | Андрейків Олександр Євгенович      | доктор технічних наук, професор кафедри механіки                                                              | механіко-математичний                  |
| 102   | 2019 | Богуцький Андрій Боніфатійович     | кандидат геолого-мінералогічних наук, професор кафедри геоморфології і палеогеографії                         | географічний                           |
| 103   | 2019 | Гладишевський Роман Євгенович      | доктор хімічних наук, професор, завідувач кафедри неорганічної хімії, член-кореспондент НАН України           | хімічний                               |
| 104   | 2019 | Ільницький Микола Миколайович      | доктор філологічних наук, професор кафедри теорії літератури та порівняльного літературознавства              | філологічний                           |
| 105   | 2019 | Кость Степан Андрійович            | кандидат філологічних наук, професор, завідувач кафедри української преси                                     | журналістики                           |
| 106   | 2019 | Кочан Ірина Миколаївна             | доктор філологічних наук, професор, завідувач кафедри українського прикладного мовознавства                   | філологічний                           |
| 107   | 2019 | Писаренко Світлана Марківна        | доктор географічних наук, професор кафедри міжнародних економічних відносин                                   | міжнародних відносин                   |
| 108   | 2019 | Ткачук Володимир Михайлович        | доктор фізико-математичних наук, професор, завідувач кафедри теоретичної фізики                               | фізичний                               |
| 109   | 2019 | Шуст Роман Мар'янович              | кандидат історичних наук, професор кафедри історії та етнографії України                                      | історичний                             |
| 110   | 2020 | Майовець Євген Йосифович           | доктор економічних наук, професор, завідувач кафедри маркетингу                                               | економічний                            |
| 111   | 2021 | Тичка Ганна-Меланія Ігорівна       | кандидат історичних наук, професор кафедри нової та новітньої історії зарубіжних країн                        | історичний                             |
| 112   | 2021 | Павлишин Олег Йосипович            | кандидат історичних наук, доцент кафедри нової та новітньої історії України імені Михайла Грушевського        | історичний                             |